# Rectoria (Palafrugell)
La Rectoria és una obra neoclàssica de Palafrugell (Baix Empordà) protegida com a Bé Cultural d'Interès Local.

## Descripció
Casa unifamiliar entre mitgeres, de dues plantes i tres crugies amb tres obertures per pis que tenen emmarcament de pedra. Als pisos hi ha finestrals entre dos balcons i a la planta la porta és d'arc i està entre dos finestrals. La porta té una falsa dovella-clau a relleu on hi figura l'any 1906. El remat de la façana és una prominent cornisa motllurada. L'arrebossat, amb incisions rectangulars, es troba en mal estat.
L'interior conserva la distribució d'espais, les habitacions a cada costat dels passadissos i ampla escala d'accés als pisos. A la part posterior la casa té un llarg pati entre mitgeres, com altres cases d'aquest costat del carrer.

## Història
Aquesta casa és l'actual rectoria. Abans s'anomenava casa Janoma o Serra, descendents dels Vergonyós, la propietat dels quals passà a l'església. A l'antiga casa pairal dels dits Vergonyós, que hi havia al costat, s'hi edificà el centre catòlic (casa popular) i a la seva horta el camp d'esports parroquial.